# آرامگاه شیخ احمد شیخ راشد
 آرامگاه شیخ احمد شیخ راشد  واقع در شهر بستک در بخش مرکزی شهرستان بستک در غرب استان هرمزگان، یکی از آثارهای تاریخی و از نقاط دیدنی استان هرمزگان در جنوب ایران است. این مکان مربوط به دوره پهلوی است و در بستک، بلوار نیروی هوایی واقع شده و این اثر در تاریخ ۷ مهر ۱۳۸۱ با شمارهٔ ثبت ۶۱۰۹ به‌عنوان یکی از آثار ملی ایران به ثبت رسیده‌است.
بنای آرامگاه در محدودهٔ آرامستان شهر بستک و در مجاورت چند آب‌انبار (برکه)، بزرگ قرار گرفته‌است. به گفتهٔ افراد محلی بنای آرامگاه در سال ۱۲۶۳ هجری قمری توسط مصطفی خان «فایز بستکی» حاکم قبلی بستک ساخته شده‌است. سنگ نبشته ای در محراب این آرامگاه موجود است که تاریخ سال ۱۲۶۳ هجری قمری را تأیید می‌کند. پلان وبنای کلی بنا یادآور آتشگاه‌های دورهٔ ساسانی است و گنبد مخروطی شکل بنا وگلدستهٔ عمودی در رأس آن را می‌توان با گنبد معبد هندوها در بندرعباس مقایسه کرد.